# Торревелілья
Торревелілья (ісп. Torrevelilla, кат. La Torre de Vilella) — муніципалітет в Іспанії, у складі автономної спільноти Арагон, у провінції Теруель. Населення — 214 осіб (2010).
Муніципалітет розташований на відстані близько 310 км на схід від Мадрида, 100 км на північний схід від міста Теруель.

## Демографія
Динаміка населення (INE ):

## Галерея зображень

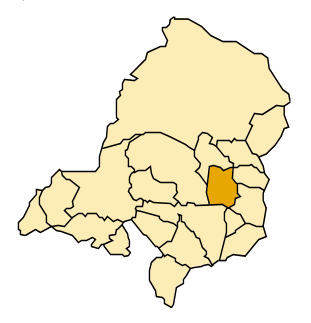
Розташування муніципалітету Торревелілья у комарці Бахо-Арагон